# My Date with Drew
Pour plus de détails, voir Fiche technique et Distribution.
My Date with Drew (Un rendez-vous avec Drew au Québec) est un film documentaire américain réalisé par Jon Gunn, Brian Herzlinger et Brett Winn et sorti en 2004.

## Synopsis
Brian Herzlinger, un américain ordinaire, a depuis ses 10 ans un faible pour Drew Barrymore. Alors qu'il gagne 1 100 $ dans un jeu télévisé il décide de se lancer le pari de réussir à avoir, en 30 jours, un rendez-vous avec Drew Barrymore avec pour budget ses 1 100 $.

## Tournage
Le film a été entièrement filmé avec une caméra vidéo wardrobée. Brian Herzlinger l’a rapportée au magasin Circuit City pour obtenir un remboursement complet, bien qu’il l’ait utilisée pendant 30 jours pour réaliser son film.

## Fiche technique
- Titre : My Date with Drew
- Musique : Stuart Hart et Steven M. Stern
- Montage : Jon Gunn, Brian Herzlinger et Brett Winn
- Producteurs : Kerry David, Jon Gunn, Brian Herzlinger et Brett Winn
- Coproducteur : Stephen Break
- Productrices associées : Lisa Furst et Pam Levin
- Producteurs exécutifs : Clark Peterson et Andrew Reimer
- Sociétés de production : Lucky Crow Films et Rusty Bear Entertainment
- Sociétés de distribution :  Drew Crew LLC, Warner Bros. Pictures (TV) •  DEJ Productions •  Emylia (DVD)[1]
- Budget : 1 100 dollars[2]
- Durée : 90 minutes
- Genre : Documentaire
- Dates de sortie :
  - États-Unis : 5 août 2005 (limité)
  - France : 3 septembre 2008 (DVD)[1]

## Distribution
- Drew Barrymore (VQ : Camille Cyr-Desmarais[3]) : elle-même
- Brian Herzlinger (VQ : Patrice Dubois[3]) : lui-même